# Jurij Vasiljevič Šatunov
Jurij Vasiljevič Šatunov (rusky Юрий Васильевич Шатунов; 6. září 1973 Kumertau, Sovětský svaz – 23. června 2022 Domodědovo, Moskevská oblast, Rusko) byl ruský zpěvák a sólista skupiny Laskovij Maj.

## Život
Narodil se ve vesnici Pjaťki cestou do nemocnice v Kumertau 6. září 1973. Do 4 let vyrůstal u babičky Jekatěriny a dědečka Gavrila ve vesnici Pjaťki. V roce 1977 se s matkou přestěhoval do vesnice Savelevka. V roce 1980 nastoupil do první třídy a již v roce 1982 vystoupil na veřejnosti, ve vesnici, kde žil, hrál na harmoniku na místní svatbě. V roce 1984 mu zemřela matka a Jurij utekl z domova a toulal se v Baškortostánu a Orenburgu. V Orenburgu se rozhodl studovat a žít. Zde se setkal s ředitelkou městského dětského domova Akbulak. Ta se rozhodla vzít ho sebou a připravovat ho na sirotčinec v Akbulaku. Odtamtud utekl v roce 1986 do internátní školy. Zde se setkal s Sergejem Kuzněcovovem. V průběhu roku 1987 byly nahrány jeho největší hity jako Bílé růže (rus. Белые розы) a Šedá noc (Седая ночь).
V únoru 1988 Sergej Kuzněcovov prodal jeho písně na desce v prodejním stánku na nádraží za 30 rublů. V září téhož roku zjistil, že Kuzněcovov se rozhodl opustit město a jet do Moskvy. Později té noci utekl ze sirotčince a vydal se na vlak do Moskvy za Kuzněcovem. Tam se setkal s Andrejem Razinem, se kterým se vydali na ministerstvo školství za náměstkem ministra, který byl ochoten rychle vyřešit situaci s přestěhováním Šatunova do moskevského dětského domova č. 24. O den později se setkal s Arkadijem Kudrjašovem. Ke konci září téhož roku se přidal ke skupině Laskovij Maj, se kterou objížděl města Sovětského svazu. Na začátku roku 1989 se stal ještě známějším díky vysílání jeho klipu v ranních novinách. Po odchodu Sergeje Kuzněcovova ze skupiny, již nikdy nebude skupina ve stejném složení. Vzniklo studio kapely stejnojmenného názvu pod vedením Andreje Razina. Na prvního máje 1990 se konal křest v katedrále svatého Vladimíra v Kyjevě, kmotrem je Arkadij Kudrjašov. Téhož roku také odmaturoval na střední škole.
V roce 1991 se vydal na turné do Spojených států a po návratu skončil ve skupině a vydal se na sólovou dráhu s Arkadijem Kudrjašovem.
V prosinci 1992 v pořadu Vánoční setkání zpíval s Allou Pugačovou.
V září 1993 byl před vchodem do jeho domu zastřelen jeho nejlepší přítel ze skupiny, klávesista Michail Sukomlinov.
V roce 1996 podnikl turné po Německu.
V roce 1997 se tamtéž učil práci zvukaře.
V prosinci 2000 se v Německu setkal se svou ženou Světlanou Šatunovovou.
V září 2006 se mu narodil syn Dennis (5. září). Téhož roku se setkal s matkou své budoucí ženy Jekatěrinou. V lednu 2007 se oženil v Mnichově. Téhož roku proběhl křest jeho syna Denise v Soči. Kmotrem byl Andrej Razin a kmotra starší sestra Světlany – Galina.
V roce 2009 hrál a uveřejnil film o skupině Laskovij Maj.
V roce 2012 šel jeho syn Denis do první třídy a o rok později se mu narodila dcera Estella.
S rodinou žil v Německu.

## Úmrtí
Zpěvák zemřel v noci z 22. na 23. června 2022. Po rozsáhlém infarktu myokardu byl již ve stavu klinické smrti dovezen do ústřední městské nemocnice Domodědovo, kde byly všechny pokusy o resuscitaci neúspěšné a J.V. Šatunov zemřel. Pohřeb se uskutečnil 28. června 2022 na Trojekurovském hřbitově v Moskvě za široké účasti veřejnosti   

## Alba
- První album – 1987
- Bílé růže – 1988
- Růžový večer – 1989
- Dětství – 1993 (neuveřejněné album)
- Pamatuješ... – 1994
- Umělé dýchání – 1996
- Bílé růže – 1997
- Růžový večer – 1997
- Deník – 1999
- Pamatuj na máj – 2001
- Šedá noc – 2002
- Listy padají – 2003
- Jestli chceš, neboj se – 2004
- Nahraj můj hlas – 2006
- Věřím – 2012